# John-Patrick Smith
John-Patrick Smith (* 24. Januar 1989 in Townsville, Queensland) ist ein australischer Tennisspieler.

## Karriere
Er spielt hauptsächlich auf der ATP Challenger Tour im Doppel. An der Seite von John Peers gewann er seine ersten fünf Titel auf der Challenger Tour. Mit wechselnden Partnern gewann er bis heute 23 Titel im Doppel. Im Einzel gelangen ihm auf der Challenger Tour bisher zwei Turniersiege.
Sein erstes Einzelspiel auf der ATP World Tour bestritt im Januar 2013 bei den Australian Open. Er verlor sein Auftaktspiel gegen den Portugiesen João Sousa deutlich in drei Sätzen. Im Herrendoppel trat er zusammen mit seinem Partner John Peers an. Sie besiegten in der ersten Runde überraschend das an Nummer acht gesetzte Duo Mariusz Fyrstenberg und Marcin Matkowski. In der zweiten Runde war dann jedoch letztlich das Turnier für die beiden zu Ende. In Atlanta gewann er 2018 an der Seite von Nicholas Monroe seinen ersten Titel auf der World Tour.

## Erfolge
| Legende (Anzahl der Siege)  |
| Grand Slam                  |
| ATP World Tour Finals       |
| ATP World Tour Masters 1000 |
| ATP World Tour 500          |
| ATP World Tour 250 (2)      |
| ATP Challenger Tour (33)    |

| ATP-Titel nach Belag |
| Hartplatz (1)        |
| Sand (1)             |
| Rasen (0)            |

### Einzel

#### Turniersiege
| Nr. | Datum         | Turnier       | Belag         | Finalgegner       | Ergebnis         |
| --- | ------------- | ------------- | ------------- | ----------------- | ---------------- |
| 1.  | 8. Juli 2012  | Winnetka      | Hartplatz     | Ričardas Berankis | 3:6, 6:3, 7:63   |
| 2.  | 22. März 2015 | Drummondville | Hartplatz (i) | Frank Dancevic    | 6:711, 7:63, 7:5 |

### Doppel

#### Turniersiege

##### ATP World Tour
| Nr. | Datum         | Turnier | Belag     | Partner          | Finalgegner                              | Ergebnis          |
| --- | ------------- | ------- | --------- | ---------------- | ---------------------------------------- | ----------------- |
| 1.  | 29. Juli 2018 | Atlanta | Hartplatz | Nicholas Monroe  | Ryan Harrison Rajeev Ram                 | 3:6, 7:65, [10:8] |
| 2.  | 6. April 2025 | Houston | Sand      | Fernando Romboli | Federico Agustín Gómez Santiago González | 6:1, 6:4          |

##### ATP Challenger Tour
| Nr. | Datum              | Turnier             | Belag         | Partner         | Finalgegner                               | Ergebnis           |
| --- | ------------------ | ------------------- | ------------- | --------------- | ----------------------------------------- | ------------------ |
| 1.  | 4. Februar 2012    | Burnie (1)          | Hartplatz     | John Peers      | Divij Sharan Vishnu Vardhan               | 6:2, 6:4           |
| 2.  | 11. Februar 2012   | Caloundra           | Hartplatz     | John Peers      | John Paul Fruttero Raven Klaasen          | 7:65, 6:4          |
| 3.  | 15. April 2012     | León                | Hartplatz     | John Peers      | César Ramírez Bruno Rodríguez             | 6:3, 6:3           |
| 4.  | 6. Oktober 2012    | Belém               | Hartplatz     | John Peers      | Nicholas Monroe Simon Stadler             | 6:3, 6:2           |
| 5.  | 4. November 2012   | Charlottesville (1) | Hartplatz (i) | John Peers      | Jarmere Jenkins Jack Sock                 | 7:5, 6:1           |
| 6.  | 2. Februar 2013    | Burnie (2)          | Hartplatz     | Ruan Roelofse   | Brydan Klein Dane Propoggia               | 6:2, 6:2           |
| 7.  | 24. März 2013      | Rimouski            | Hartplatz (i) | Sam Groth       | Philipp Marx Florin Mergea                | 7:65, 7:67         |
| 8.  | 11. Mai 2013       | Kunming             | Hartplatz     | Sam Groth       | Gō Soeda Yasutaka Uchiyama                | 6:4, 6:1           |
| 9.  | 29. September 2013 | Napa                | Hartplatz     | Bobby Reynolds  | Steve Johnson Tim Smyczek                 | 6:4, 7:62          |
| 10. | 6. Oktober 2013    | Sacramento (1)      | Hartplatz     | Matt Reid       | Jarmere Jenkins Donald Young              | 7:61, 4:6, [14:12] |
| 11. | 10. November 2013  | Knoxville           | Hartplatz (i) | Sam Groth       | Carsten Ball Peter Polansky               | 6:76, 6:2, [10:7]  |
| 12. | 1. Februar 2014    | Burnie (3)          | Hartplatz     | Matt Reid       | Toshihide Matsui Danai Udomchoke          | 6:4, 6:2           |
| 13. | 3. August 2014     | Vancouver           | Hartplatz     | Austin Krajicek | Marcus Daniell Artem Sitak                | 6:3, 4:6, [10:8]   |
| 14. | 5. Oktober 2014    | Sacramento (2)      | Hartplatz     | Adam Hubble     | Peter Polansky Adil Shamasdin             | 6:3, 6:2           |
| 15. | 28. Mai 2016       | Seoul               | Hartplatz     | Matt Reid       | Gong Maoxin Yi Chu-huan                   | 6:3, 7:5           |
| 16. | 9. Juli 2016       | Winnetka            | Hartplatz     | Stefan Kozlov   | Sekou Bangoura David O’Hare               | 6:3, 7:5           |
| 17. | 24. Juli 2016      | Binghamton          | Hartplatz     | Matt Reid       | Liam Broady Guilherme Clezar              | 6:4, 6:2           |
| 18. | 1. Oktober 2016    | Tiburon             | Hartplatz     | Matt Reid       | Quentin Halys Dennis Novikov              | 6:1, 6:2           |
| 19. | 29. Oktober 2016   | Traralgon           | Hartplatz     | Matt Reid       | Matthew Barton Matthew Ebden              | 6:4, 6:4           |
| 20. | 20. November 2016  | Toyota              | Teppich (i)   | Matt Reid       | Jeevan Nedunchezhiyan Christopher Rungkat | 6:3, 6:4           |
| 21. | 12. Februar 2017   | San Francisco       | Hartplatz (i) | Matt Reid       | Gong Maoxin Zhang Ze                      | 6:74, 7:5, [10:7]  |
| 22. | 1. April 2018      | Le Gosier           | Hartplatz     | Neal Skupski    | Ruben Bemelmans Jonathan Eysseric         | 7:63, 6:4          |
| 23. | 12. Mai 2018       | Gimcheon            | Hartplatz     | Ruan Roelofse   | Sanchai Ratiwatana Sonchat Ratiwatana     | 6:2, 6:3           |
| 24. | 17. November 2018  | Champaign (1)       | Hartplatz (i) | Matt Reid       | Hans Hach Verdugo Luis David Martínez     | 6:4, 4:6, [10:8]   |
| 25. | 5. Mai 2019        | Puerto Vallarta     | Sand          | Matt Reid       | Gonzalo Escobar Luis David Martínez       | 7:610, 6:3         |
| 26. | 3. November 2019   | Eckental            | Teppich (i)   | Ken Skupski     | Sander Arends Roman Jebavý                | 7:62, 6:4          |
| 27. | 22. Februar 2020   | Morelos             | Hartplatz     | Luke Saville    | Carlos Gómez Herrera Shintarō Mochizuki   | 6:3, 6:74, [10:5]  |
| 28. | 12. November 2022  | Matsuyama           | Hartplatz     | Andrew Harris   | Toshihide Matsui Kaito Uesugi             | 6:3, 4:6, [10:8]   |
| 29. | 4. November 2023   | Charlottesville (2) | Hartplatz (i) | Sem Verbeek     | Denis Kudla Thai-Son Kwiatkowski          | 3:6, 6:3, [10:5]   |
| 30. | 18. November 2023  | Champaign (2)       | Hartplatz (i) | Sem Verbeek     | Lucas Horve Oliver Okonkwo                | 6:2, 7:64          |
| 31. | 17. August 2024    | Cary                | Hartplatz     | John Peers      | Federico Agustín Gómez Petros Tsitsipas   | kampflos           |

#### Finalteilnahmen
| Nr. | Datum            | Turnier      | Belag         | Partner         | Finalgegner                       | Ergebnis           |
| --- | ---------------- | ------------ | ------------- | --------------- | --------------------------------- | ------------------ |
| 1.  | 22. Juli 2017    | Newport      | Rasen         | Matt Reid       | Aisam-ul-Haq Qureshi Rajeev Ram   | 4:6, 6:4, [7:10]   |
| 2.  | 25. Februar 2018 | Delray Beach | Hartplatz     | Nicholas Monroe | Jack Sock Jackson Withrow         | 6:4, 4:6, [8:10]   |
| 3.  | 28. Februar 2021 | Singapur     | Hartplatz (i) | Matthew Ebden   | Sander Gillé Joran Vliegen        | 2:6, 3:6           |
| 4.  | 6. Februar 2022  | Pune         | Hartplatz     | Luke Saville    | Rohan Bopanna Ramkumar Ramanathan | 7:610, 3:6, [6:10] |

### Mixed

#### Finalteilnahmen
| Nr. | Datum           | Turnier             | Belag     | Partner          | Finalgegner                   | Ergebnis         |
| --- | --------------- | ------------------- | --------- | ---------------- | ----------------------------- | ---------------- |
| 1.  | 26. Januar 2019 | Australian Open (1) | Hartplatz | Astra Sharma     | Barbora Krejčíková Rajeev Ram | 6:73, 1:6        |
| 2.  | 24. Januar 2025 | Australian Open (2) | Hartplatz | Kimberly Birrell | Olivia Gadecki John Peers     | 6:3, 4:6, [6:10] |

## Abschneiden bei Grand-Slam-Turnieren

### Doppel
| Turnier         | 2012 | 2013 | 2014 | 2015 | 2016 | 2017 | 2018 | 2019 | 2020 | 2021 | 2022 | 2023 | 2024 | 2025 | Karriere |
| --------------- | ---- | ---- | ---- | ---- | ---- | ---- | ---- | ---- | ---- | ---- | ---- | ---- | ---- | ---- | -------- |
| Australian Open | 1    | 2    | 1    | 2    | 1    | 1    | 1    | 1    | 1    | VF   | 1    | 1    | 2    | —    | VF       |
| French Open     | —    | 1    | —    | —    | —    | —    | 1    | 1    | —    | 1    | —    | 1    | 1    | AF   | AF       |
| Wimbledon       | —    | 2    | 2    | —    | —    | 2    | 1    | 2    |      | 2    | 2    | —    | AF   | 2    | AF       |
| US Open         | —    | 1    | 1    | —    | —    | VF   | 1    | 1    | —    | 1    | —    | —    | 2    |      | VF       |

### Mixed
| Turnier         | 2013 | 2014 | 2015 | 2016 | 2017 | 2018 | 2019 | 2020 | 2021 | 2022 | 2023 | 2024 | 2025 | Karriere |
| --------------- | ---- | ---- | ---- | ---- | ---- | ---- | ---- | ---- | ---- | ---- | ---- | ---- | ---- | -------- |
| Australian Open | 1    | 1    | —    | —    | 1    | 1    | F    | HF   | 1    | 1    | VF   | —    | F    | F        |
| French Open     | —    | —    | —    | —    | —    | —    | —    |      | —    | —    | —    | —    | —    | —        |
| Wimbledon       | —    | —    | —    | —    | 1    | 1    | —    |      | 1    | —    | —    | —    | —    | 1        |
| US Open         | —    | —    | —    | —    | —    | —    | —    |      | —    | —    | —    | —    |      | —        |